# Đại học Birmingham
Đại học Birmingham là một trường đại học nghiên cứu công lập nằm ở Edgbaston, Birmingham, Vương quốc Anh. Nó đã nhận được hiến chương hoàng gia vào năm 1900 với tư cách là người kế thừa của Queen's College, Birmingham (thành lập năm 1825 với tư cách là Trường Y khoa và Phẫu thuật Birmingham) và Đại học Khoa học Mason (được thành lập năm 1875 bởi Sir Josiah Mason), biến nó thành công dân Anh đầu tiên hoặc ' gạch đỏ 'đại học để nhận điều lệ hoàng gia của riêng mình. Đây là thành viên sáng lập của cả Tập đoàn nghiên cứu Russell của Anh và mạng lưới các trường đại học nghiên cứu quốc tế, Đại học 21.
Tổng số sinh viên bao gồm 22,940 sinh viên đại học và 12,505 sinh viên sau đại học, lớn thứ tư ở Anh (trong số 169). Thu nhập hàng năm của tổ chức cho năm 2017 1818 là £ 673,8 triệu trong đó £ 134,2 triệu là từ các khoản tài trợ và hợp đồng nghiên cứu, với chi phí là 663,2 triệu bảng.
Trường đại học là nơi đặt trụ sở của Viện mỹ thuật cắt tóc, các công trình nhà ở của Van Gogh, Picasso và Monet; Viện Shakespeare; Thư viện nghiên cứu Cadbury, nơi lưu giữ bộ sưu tập các bản thảo Trung Đông của Mingana; Bảo tàng Địa chất Lapworth; và Tháp đồng hồ tưởng niệm Joseph Chamberlain dài 100 mét, là một địa điểm nổi bật có thể nhìn thấy từ nhiều nơi trong thành phố. Các học giả và cựu sinh viên của trường đại học bao gồm cựu Thủ tướng Anh Neville Chamberlain và Stanley Baldwin, nhà soạn nhạc người Anh Sir Edward Elgar và 11 người đoạt giải Nobel.